# Waun-Lwyd
Waun-Lwyd är en by i Blaenau Gwent i Wales. Byn är belägen 30,6 km 
från Cardiff. Orten har 1 495 invånare (2016).